# Pahudia (Bulbophyllum)
Pahudia es una sección del género Bulbophyllum perteneciente a la familia de las orquídeas. La especie tipo es: Bulbophyllum pahudii [De Vr] Rchb.f 1861
Se caracteriza por ser umbelada y que se acorta el pedúnculo, así como la columna y el labio que está cerca de la sección Sestochilos.

## Especies
1. Bulbophyllum deviantiae J.J.Verm. & P.O'Byrne 2008
2. Bulbophyllum incisilabrum J.J.Verm. & P.O'Byrne 2003 Sulawesi
3. Bulbophyllum lasianthum Lindl. 1855 Java, Sumatra, Borneo yMalasia
4. Bulbophyllum maculosum Ames 1915 Penninsular Malaysia, Borneo y Filipinas
5. Bulbophyllum membranifolium Hook. f. 1896 Perak Malaysia, Sabah, Sarawak, Sumatra y Filipinas
6. Bulbophyllum pahudii [De Vr] Rchb.f 1861 Java
7. Bulbophyllum rugosum Ridl. 1896 Malaysia, Sumatra y Borneo
8. Bulbophyllum uniflorum [Bl.]Hassk. 1844 Malaysia y Filipinas así como Sumatra y Java
9. Bulbophyllum univenum J.J.Verm.1993 Sulawesi
10. Bulbophyllum virescens J.J. Sm. 1907 Malasia, Molucas y Sumatra